# Canthonistis
Canthonistis är ett släkte av fjärilar. Canthonistis ingår i familjen stävmalar.
Kladogram enligt Catalogue of Life:
| Canthonistis | \| \| Canthonistis amphicarpa \| \| \| \| \| \| Canthonistis xestocephala \| \| \| \| |
|              | \| \| Canthonistis amphicarpa \| \| \| \| \| \| Canthonistis xestocephala \| \| \| \| |
|              | Canthonistis amphicarpa                                                               |
|              |                                                                                       |
|              | Canthonistis xestocephala                                                             |
|              |                                                                                       |